# Salame d'oca di Mortara
Il salame d'oca di Mortara è un salume cotto a base di carne d'oca e maiale. Si fregia di certificazione Indicazione geografica protetta dal 2015.

## Zona di produzione
Il salame d'oca di Mortara IGP è ottenuto da carne di oche nate, allevate e macellate nell'ambito dei territori della regione Lombardia. La zona di origine e produzione principale è localizzata nella Provincia di Pavia, in Lomellina, nel comune di Mortara.

## Ingredienti
Nella produzione del "Salame d'oca di Mortara" le materie prime sono costituite dalle parti magre dell'oca per il 30-35 %, dalle parti magre del suino, come per esempio coppa del collo, spalla o altre parti magre per il 30-35 % e dalle parti grasse del suino, quali guanciale o pancetta, per il restante 30-35 %.

La percentuale di carne d'oca utilizzata, non deve comunque mai scendere sotto un terzo del totale.

## Preparazione
Il trito di carni di oca e di maiale viene impastato con sale, pepe e aromi vari. Il composto risultante viene avvolto nella pelle del collo dell'oca, cucito e legato a mano conferendogli la caratteristica forma asimmetrica. Esso viene quindi ben coperto da un panno e lasciato asciugare per qualche giorno. Dopo l'asciugatura, viene punzecchiato e cotto in acqua calda (ma non bollente). Una volta pronto viene fatto raffreddare, risultando pronto per il consumo.

## Sagra
Ogni ultimo fine settimana di settembre a Mortara si tiene la Sagra del Salame d'Oca, durante la quale si disputa l'edizione di settembre del Palio di Mortara.

## Storia
La prima testimonianza di un salame d'oca mortarese risale al 1913, con il diploma ottenuto dal salumiere Carlo Orlandini alla Esposizione internazionale di economia domestica a Parigi nel 1913. In generale, i prodotti dell'oca sono fatti risalire alla tradizione ebraica, come alternativa alla carne di maiale: ne parla anche Pellegrino Artusi nel 1891. L'ipotesi più accreditata mette in relazione la presenza, almeno dal XV secolo, di una comunità ebraica a Mortara, ove l'allevamento delle oche è favorito dalle caratteristiche del territorio. I prodotti dell'oca sono sempre stati presenti anche nella tradizione gastronomica di città vicine, come Casale Monferrato e Novara. Con la creazione della sagra, Mortara si accredita nel 1967 come città di riferimento per la continuazione della tradizione, fino a ottenere nel 2004 la denominazione Igp